# Aneflomorpha gilana
Aneflomorpha gilana är en skalbaggsart som beskrevs av Thomas Casey 1924. Aneflomorpha gilana ingår i släktet Aneflomorpha och familjen långhorningar. Inga underarter finns listade i Catalogue of Life.